# Murray Motor Car Company (Pennsylvania)
Murray Motor Car Company war ein US-amerikanischer Hersteller von Automobilen aus Pennsylvania.

## Unternehmensgeschichte
William M. Murray gründete 1916 das Unternehmen in Pittsburgh. Im gleichen Jahr begann die Produktion von Automobilen. Der Markenname lautete Murray. Im Dezember 1916 standen die ersten Fahrzeuge auf der New York Show. 1920 endete die Produktion. 1917 entstanden 121 Fahrzeuge, im Folgejahr 87 und 1919 61. In der Summe sind das 269 Fahrzeuge.
Ein Nachfolgeunternehmen gleichen Namens versuchte zwischen 1920 und 1921 in Newark in New Jersey vergeblich, die Produktion fortzusetzen. Das gelang erst dem gleichnamigen Unternehmen aus Boston in Massachusetts von 1921 bis 1931.
Die Church Manufacturing Company hatte bereits zwischen 1902 und 1903 Fahrzeuge als Murray vermarktet.

## Fahrzeuge
Im Angebot stand nur ein Modell. Der Eight hatte einen V8-Motor von Herschell-Spillman. Er war mit 34 PS angegeben. Das Fahrgestell hatte 325 cm Radstand. 1917 standen ein Tourenwagen mit sieben Sitzen und Roadster mit zwei Sitzen zur Wahl.
1918 blieb der Roadster unverändert. Der Tourenwagen war nun viersitzig. Dazu kam eine Limousine mit fünf Sitzen.

## Modellübersicht
| Jahr | Modell | Zylinder | Leistung (PS) | Radstand (cm) | Aufbau                                                      |
| ---- | ------ | -------- | ------------- | ------------- | ----------------------------------------------------------- |
| 1917 | Eight  | 8        | 34            | 325           | Tourenwagen 7-sitzig, Roadster 2-sitzig                     |
| 1918 | Eight  | 8        | 34            | 325           | Tourenwagen 4-sitzig, Roadster 2-sitzig, Limousine 5-sitzig |